# 鎳-62
鎳-62是鎳的一種同位素，共有28個質子及34個中子。
鎳-62是一種穩定同位素，有著已知核種中最高的每一核子結合能（8.7945 MeV）。通常鐵-56被認為是「最穩定的核子」，但這僅僅是因為鐵-56是所有核種當中每一核子「質量」最低的核子（而非每一核子結合能）。鐵-56擁有26/56個 = 46.43%質子，而鎳-62則只有28/62個 = 45.16%質子；而鐵-56擁有質子的比例較多，因而降低一定比率的平均每一核子質量，但對於結合能幾乎沒有影響。

## 特性
鎳同位素的高結合能，通常會是宇宙中許多核反應（包括中子捕獲反應）的「最終產物」，也能夠解釋鎳元素的相對豐富度比較高──即便太空中最多的鎳同位素（由超新星爆炸產生）為鎳-58（最常見的同位素）及鎳-60（第二常見的同位素），其他的鎳穩定同位素（鎳-61、鎳-62及鎳-64）含量非常少。這種情況顯示大多數的鎳是從恆星核心坍塌並發生超新星爆炸當中，經中子捕獲中的R-過程產生出來；一旦鎳-56從超新星爆炸中脫離，就會迅速衰變成鈷-56，進而衰變成穩定的鐵-56。

### 與鐵-56的關係
在所有同位素中核子結合最緊密的第二名與第三名分別為鐵-58與鐵-56，其結合能分別為8.7922 MeV與8.7903 MeV。
如上所述，鐵-56是所有核種當中每一核子質量最低的同位素（930.412 MeV/c2）其次為鎳-62的930.417 MeV/c2以及鎳-60的930.420 MeV/c2。而且如上所述，這種情形與結合的核子數量並不衝突，因為鎳-62有較多比例的中子，而中子質量比質子大。
如果排除電子雲，只計算原子核的質量，鐵-56仍然是每一核子最低質量的原子核（930.175 MeV/c2），其次為鎳-60的930.181 MeV/c2及鎳-62的930.187 MeV/c2。
對於鐵-56高核子結合能的誤解，可能起源於天體物理學。在恆星核合成的過程當中，光致蛻變以及氦核作用的競爭，導致鎳-56的生成量比鎳-62多（鐵-56是在鎳-56拋出恆星外後衰變而成）。鎳-56是超新星生命結束時矽燃燒過程的自然最終產物，從氦-4原子開始，藉由氦核作用捕獲13個α粒子，最後形成鎳-56。超新星燃燒中氦核作用結束於鎳-56，因為鎳-56在加入一顆α粒子（也就是氦原子）產生鋅-60時會消耗能量而非釋放能量。
即便如此，28個鎳-62原子融合成31個鐵-56原子時，會釋放出0.011 u的能量；因此，假設經手徵性異常所進行的質子衰變速度非常慢，這種沒有質子衰變的膨脹宇宙未來就會充斥著鐵星而非「鎳星」。